# فيلهلم غروث
فيلهلم غروث (بالدنماركية: Vilhelm Groth)‏ هو رسام دنماركي، ولد في 9 مارس 1842 في كوبنهاغن في الدنمارك، وتوفي بنفس المكان في 14 سبتمبر 1899.

## معرض صور

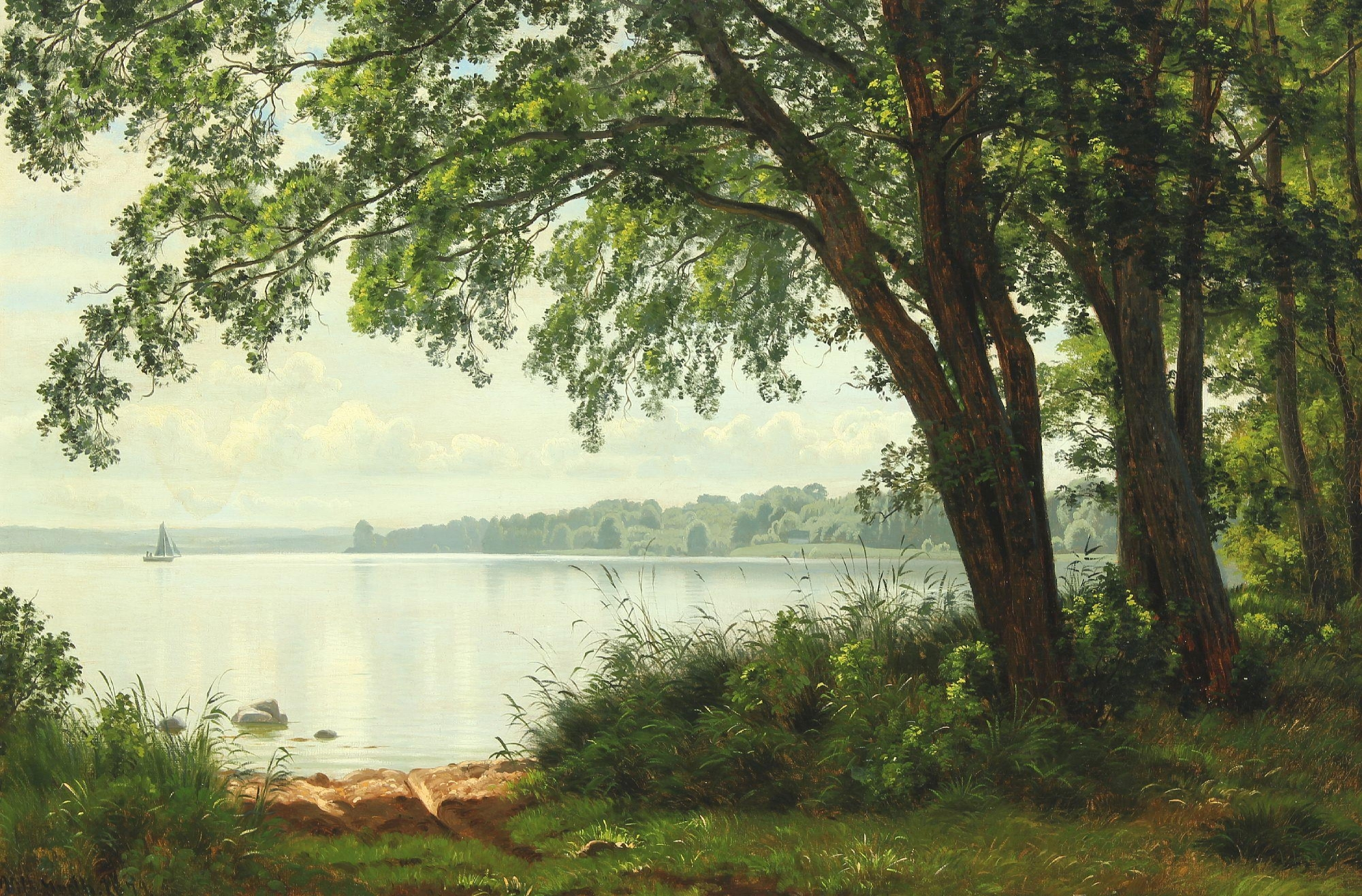
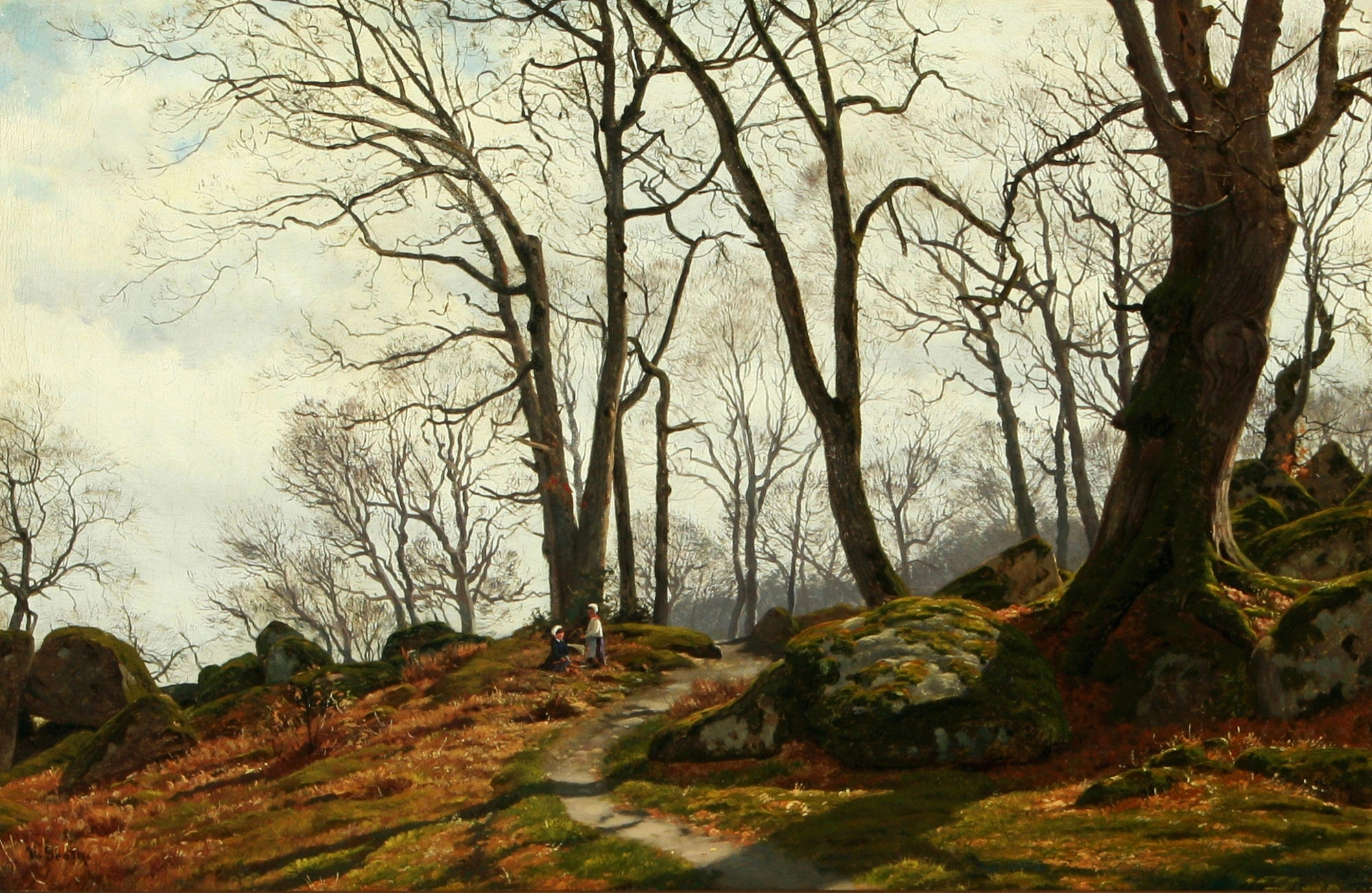
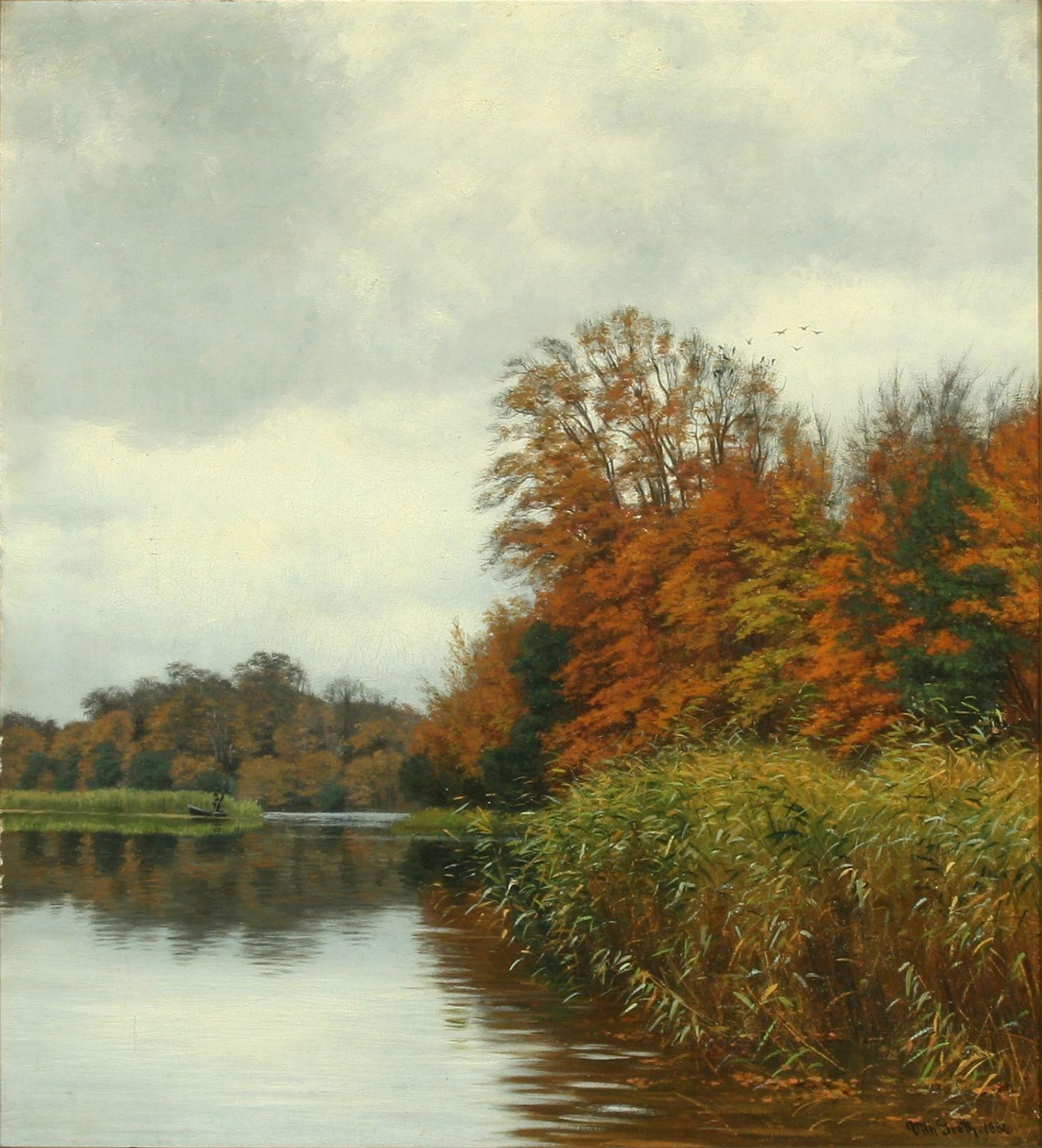
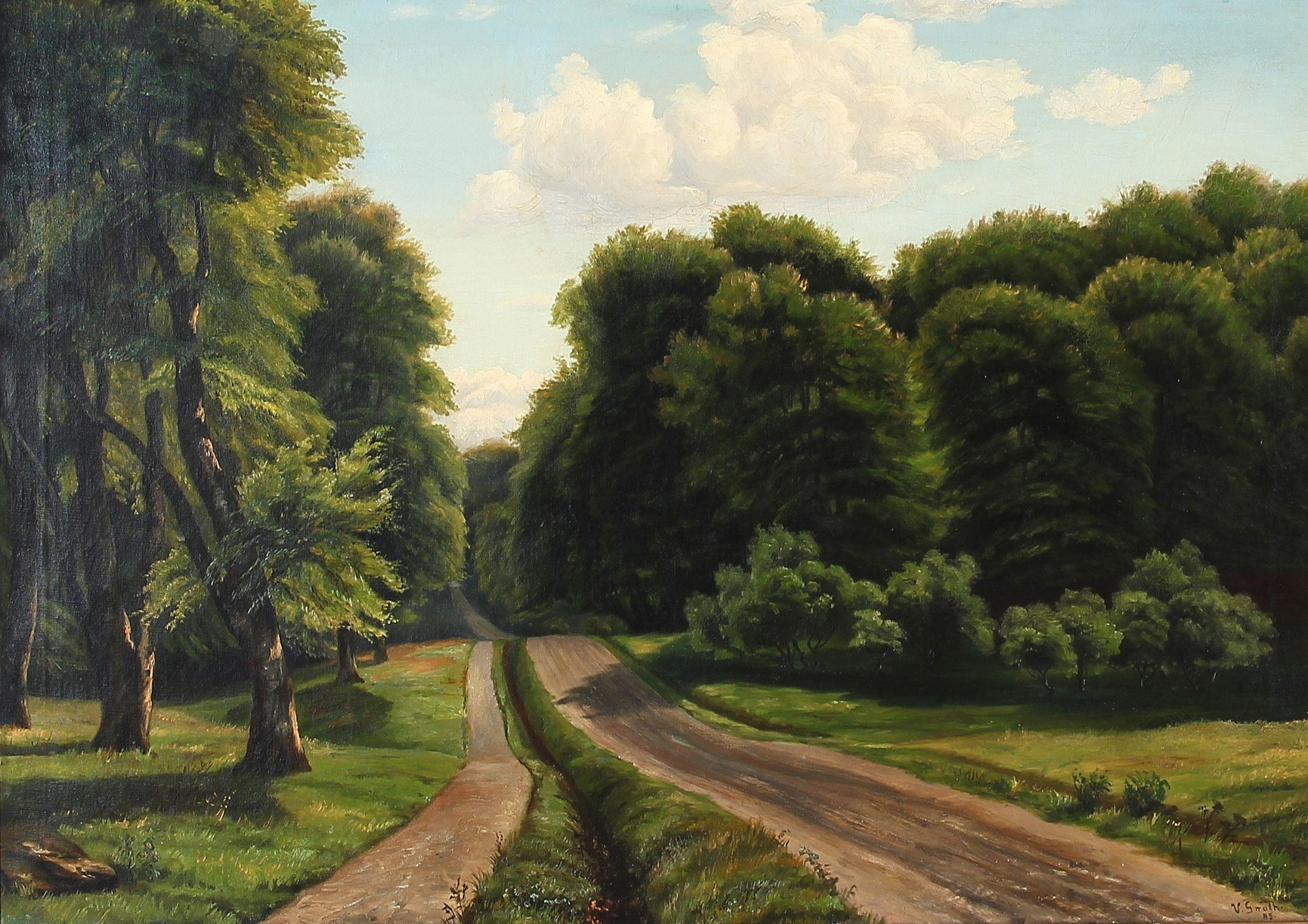